# 조향사

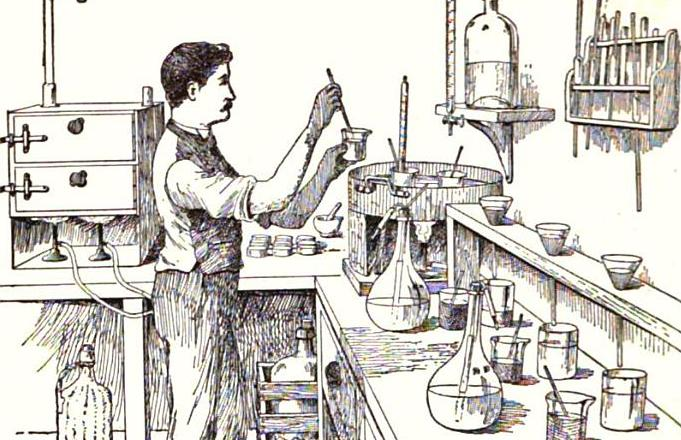

조향사(調香師)는 향 및 향기를 향료를 조합하는 직업이다. 조향사는 식품의 향을 제조하는 플레이버리스트(Flavorist)와 향수를 조향하는 조향사(Perfumer)로 나뉜다. 플레이버리스트(Flavorist)는 식품용 향료를 개발한다. 식품의 향을 제조하기 때문에 식품용 향료를 다룬다. 향장품용 향료는 코로만 향기를 느끼지만 식품용 향료는 향기를 구강과 코로 동시에 느끼기 때문에, 두 가지 향료를 맛보면 식품용 향료는 먹을 수 있지만 향장품용 향료는 대부분 씁쓸한 맛이 난다. 또한 향장품용 향료는 옷이나 피부, 머리카락 등에 향기가 오래 남아야 하지만 식품용 향료는 먹고 있는 순간에만 향과 맛을 느끼면 되므로 향기의 지속성에도 차이가 크다. 조향사(Perfumer)는 향수나 화장품, 비누, 세제 등에 사용하는 향료를 조향한다. 섭취할 가능성이 적은 제품들의 향료를 조향하기 때문에 더욱 많은 향을 조향할 수 있다. 자연계에 없는 냄새라도 사람들이 좋아할 만한 향이면 되기 때문에 풍부한 상상력과 감수성이 매우 중요하다. 경구 섭취할 가능성이 높은 제품들을 제외한 모든 제품에 쓰이는 향료를 개발한다. 그러나 최근에는 알러젠 유발 가능 성분이나 환경 관련 이슈등으로 인해 안전성에 더욱 주의하며 조향하는 추세다. 플레이버리스트(Flavorist)와 조향사(Perfumer)는 다루는 향료 물질의 종류, 조합 비율, 제조 방법이 다르다

원래는 전문적인 학교가 없었다. 현재는 1970년에 설립된 최초의 향료 제조 학교인 ISIPCA, 2011 설립된  École Supérieure du Parfum, 2002년에 설립된  Grasse Institute of Perfumery (G.I.P) 등의 학교에서 조향을 전문적으로 배울 수 있다. 코스에 따라 다르긴 하지만 보통 학생들에게 대학 화학 과정을 요구한다.